# Pirelli
Pirelli & C. S.p.A. este un producător multinațional italian de anvelope cu sediul în orașul Milano, Italia. Compania, care este listată la Bursa de Valori din Milano începând cu 1922, este al șaselea cel mai mare producător de anvelope și se concentrează pe fabricarea de anvelope pentru mașini, motociclete și biciclete. Este prezentă în Europa, Asia-Pacific, America Latină, America de Nord și statele postsovietice, activând comercial în peste 160 de țări. Are 19 unități de producție în 13 țări și o rețea de aproximativ 14.600 de distribuitori și comercianți. În 2015, China National Chemical Corp. Ltd. (ChemChina) a preluat pachetul majoritar de acțiuni al Pirelli; compania de stat chineză fiind de acord să mențină structura de proprietate a companiei de anvelope până în 2023.
Pirelli sponsorizează competiții sportive începând cu 1907 și este partenerul și furnizorul exclusiv de anvelope pentru Seria de Mașini Sport Rolex Grand-Am în perioada 2008-2010, Campionatul Mondial de Formula 1 FIA din 2011-prezent și pentru Campionatul Mondial de Superbike FIM. Sediul central al Pirelli este situat în cartierul Bicocca din Milano.
Pirelli este acum o companie producătoare doar de anvelope. În trecut, a fost implicat în modă și a operat în domeniul energiei regenerabile.
La 4 octombrie 2017, Pirelli s-a întors pe Bursa de Valori din Milano, după ce și-a concentrat activitatea pe produse de consum pur (anvelope pentru mașini, motociclete și biciclete) și servicii conexe și a separat afacerea de anvelope industriale.
Calendarul omonim al Pirelli a fost publicat din 1964 și a prezentat contribuțiile multor fotografi celebri de-a lungul anilor, precum Helmut Newton, Steve McCurry, Peter Lindbergh, Richard Avedon, Bruce Weber, Herb Rits și Annie Leibovitz.
Sediul companiei din SUA este situat în Rome, Georgia⁠(en)[traduceți]. În România, compania a început activitatea în anul 2007, când a produs 2 milioane de anvelope la sediul din Slatina, Olt.

## Istoric
Fondată la Milano în 1872 de Giovanni Battista Pirelli (1848–1932), compania s-a specializat inițial în procese de cauciuc și derivate și a făcut, de asemenea, aparate de respirat pentru scufundări. Ulterior, activitățile Pirelli s-au concentrat în primul rând pe producția de anvelope și cabluri (pentru energie și telecomunicații). În 2005, Pirelli și-a vândut divizia de cablu către Goldman Sachs, care a schimbat numele noului grup în Prysmian.
În anii 1950, Alberto Pirelli a comandat construirea unui zgârie-nori, Turnul Pirelli, în aceeași zonă milaneză care a găzduit prima fabrică Pirelli în secolul al XIX-lea.
În 1974, Pirelli a inventat „anvelopa radială lată”, la cererea echipei de curse de raliuri Lancia, pentru o anvelopă suficient de puternică pentru a rezista puterii noului Lancia Stratos. La acea vreme, anvelopele de curse erau fie anvelope slick realizate cu tehnica cross-ply (anvelope foarte late cu o înălțime redusă a flancului), fie anvelope radiale, care erau prea înguste pentru a rezista puterii lui Stratos și nu asigurau suficientă aderență. Ambele erau inutilizabile pentru Lancia Stratos, deoarece radialele se distrugeau în maximum 10 km, iar slick-urile prea rigide. Lancia i-a cerut lui Pirelli o soluție, iar în 1975 Pirelli a creat o anvelopă lată, cu o înălțime redusă a flancului, precum un slick, dar cu o structură radială. Ulterior, Porsche a început să folosească aceleași anvelope pe Porsche 911 Turbo.
În 1988, Pirelli a achiziționat Armstrong Rubber Company, care avea sediul în New Haven, Connecticut, SUA, pentru 190 de milioane de dolari.
În 2000, Pirelli și-a vândut afacerile de cabluri de fibră optică terestre către Cisco și operațiunile sale de componente optice către Corning, pentru 5 miliarde de euro. A investit, prin Olimpia, o parte din lichiditatea rezultată pentru a deveni acționar majoritar la Telecom Italia în 2001, menținând această poziție până în 2007.
În 2002, compania a lansat o gamă de îmbrăcăminte, ceasuri și ochelari marca Pirelli.
În 2005, Pirelli și-a vândut activele de cabluri, sisteme energetice și telecomunicații către Goldman Sachs, iar noua companie a fost numită Prysmian. În același an, 2005, Pirelli a deschis prima fabrică de producție de anvelope în provincia Shandong, China. Acesta a fost începutul complexului de producție al grupului în țară.
În 2006, Pirelli a ales Slatina pentru prima sa fabrică de producție de anvelope din România, extinzându-și unitatea în 2011.
În 2010, Pirelli și-a finalizat conversia într-o companie pură de anvelope prin vânzarea Pirelli Broadband Solutions și prin divizarea activelor imobiliare ale Pirelli Re. Fondazione Pirelli a fost înființată în același an pentru a proteja și celebra trecutul companiei și pentru a promova cultura de afaceri ca parte integrantă a bunurilor culturale naționale ale Italiei.
În martie 2015, a fost anunțat că acționarii Pirelli au acceptat o ofertă de 7,1 miliarde EUR de la ChemChina, împreună cu Camfin și LTI, pentru companie. Tranzacția a fost finalizată, iar compania a fost de la Bursa de Valori în noiembrie 2015.
În mai 2017, a fost anunțat că Pirelli revine în lumea ciclismului cu o nouă gamă de anvelope pentru ciclism rutier, P ZERO Velo.
În septembrie 2017, compania și-a anunțat intențiile de a vinde până la 40% din capitalul propriu într-o ofertă publică inițială, deoarece intenționează să revină la Bursa de Valori din Milano în octombrie.
În martie 2019, Pirelli a anunțat o nouă gamă de anvelope pentru ciclism montan, numită Scorpion.
În 2021, Pirelli a introdus anvelopele de 18 țoli ca urmare a noilor modificări aerodinamice și tehnice pentru sezonul 2022 de Formula 1.

### Pirelli în România
Compania este prezentă și în România, unde a investit circa 250 de milioane de euro în perioada 2003-2008.
Deține o fabrică de anvelope auto la Slatina și o fabrică de cord metalic pentru anvelope, tot în Slatina,
precum și o uzină de filtre pentru motoare diesel la Bumbești Jiu, județul Gorj.

## Zonele de afaceri
- Pirelli se concentrează pe afacerile de consum, producând anvelope pentru mașini, motociclete și biciclete.

### Gama de produse auto
- P ZERO: Anvelope pentru mașini de performanță ultra-înaltă. Marca P ZERO este folosită pentru anvelopele de Formula 1 pentru vreme uscată, împreună cu alte anvelope de curse.
- Cinturato: Anvelope pentru mașini de ultimă generație. Marca Cinturato este folosită pentru anvelopele de Formula 1 pentru vreme umedă.
- Sottozero: Anvelope de iarnă pentru mașini de ultimă generație. Marca Sottozero este folosită pentru anvelopele WRC.
- Carrier: Anvelope pentru autoutilitare.
- Ice: Anvelope concepute pentru temperaturi extrem de scăzute.
- Scorpion: Anvelope pentru SUV și crossover.

### Gama de produse moto
- Diablo: anvelope de șosea și circuit.
- Angel: Anvelope de stradă și de navetă.
- Scorpion: anvelope de drum și off-road.

### Gama de produse Velo
- P ZERO Velo: Curse rutiere.
- Cycl-e: urban și electric.
- Scorpion: Mountain bike.
- Cinturato: Pietriș.

## Marketing
Calendarul Pirelli este publicat anual, prezentând actrițe și modele. Calendarul prezintă, de asemenea, lucrările fotografilor de modă precum Richard Avedon, Peter Lindbergh, Annie Leibovitz și Patrick Demarchelier.
Premiul Pirelli Internetional este acordat anual pentru cel mai bun multimedia internațional care implică comunicarea științei și tehnologiei realizată în întregime pe Internet.
„Puterea nu este nimic fără control” a fost binecunoscutul slogan al companiei Pirelli și a fost prezentat în numeroase reclame de televiziune și tipărite.
Pirelli a fost sponsorul principal al clubului de fotbal Inter Milano timp de 26 de ani, având un parteneriat cu echipa italiană din sezonul 1995-1996 până în 2021.